# ایوونا گوزوفسکا
ایوونا گوزوفسکا (لهستانی: Iwona Guzowska؛ زادهٔ ۷ فوریه ۱۹۷۴) ورزشکار و قهرمان بوکس و کیک‌بوکسینگ لهستان و اروپا، سیاستمدار و نمایندهٔ مجلس ششم و هفتم لهستان است.
از فیلم‌ها یا مجموعه‌های تلویزیونی که وی در آن‌ها نقش داشته‌است، می‌توان به اجاره‌نشین‌ها اشاره نمود.